# Le Menoux
Le Menoux là một xã ở tỉnh Indre khu vực trung bộ Pháp. Xã này có diện tích 5,58 km², dân số thời điểm năm 1999 là 438 người. Khu vực này có độ cao trung bình 160 mét trên mực nước biển.